# Copa Presidente de la AFC 2005
La Copa Presidente de la AFC del 2005 fue la edición inaugural del tercer torneo de clubes más importante de Asia, compuesto por las llamadas naciones emergentes de la AFC. Fue compuesto por 8 equipos divididos en 2 grupos de 4 cada uno, los 2 mejores equipos de cada grupo avanzaron a semifinales que determinaron a los finalistas, de donde saldría el campeón. 
El torneo se realizó en Katmandú, Nepal y el Regar-TadAZ de Tayikistán venció en la final al Dordoi-Dynamo de Kirguistán para proclamarse campeón por primera vez.

## Participantes por asociación
| Zona Oeste Asiático | Zona Oeste Asiático    | Zona Oeste Asiático  | Zona Oeste Asiático | Zona Oeste Asiático |
| Asociación          | Asociación             | AFC Champions League | AFC Cup             | AFC President's Cup |
| ------------------- | ---------------------- | -------------------- | ------------------- | ------------------- |
| 1                   | Arabia Saudíta         | 2+1                  |                     |                     |
| 2                   | Emiratos Árabes Unidos | 2                    |                     |                     |
| 3                   | Irán                   | 2                    |                     |                     |
| 4                   | Catar                  | 2                    |                     |                     |
| 5                   | Uzbekistán             | 2                    |                     |                     |
| 6                   | Irak                   | 2                    |                     |                     |
| 7                   | Kuwait                 | 2                    |                     |                     |
| 8                   | Siria                  | 2                    |                     |                     |
| 9                   | India                  |                      | 2                   |                     |
| 10                  | Jordania               |                      | 2                   |                     |
| 11                  | Líbano                 |                      | 2                   |                     |
| 12                  | Turkmenistán           |                      | 2                   |                     |
| 13                  | Bangladés              |                      | 2                   |                     |
| 14                  | Baréin                 |                      | 0                   |                     |
| 15                  | Omán                   |                      | 0                   |                     |
| 16                  | Yemen                  |                      | 0                   |                     |
| 17                  | Kirguistán             |                      |                     | 1                   |
| 18                  | Nepal                  |                      |                     | 1                   |
| 19                  | Pakistán               |                      |                     | 1                   |
| 20                  | Sri Lanka              |                      |                     | 1                   |
| 21                  | Tayikistán             |                      |                     | 1                   |
| 22                  | Afganistán             |                      |                     | 0                   |
| 23                  | Palestina              |                      |                     | 0                   |
| Total Participantes | Total Participantes    | 16+1                 | 12                  | 5                   |

- Arabia Saudíta tuvo un cupo extra en la Liga de Campeones de la AFC debido a que tenían al campeón vigente
- Baréin, Omán y Yemén tenían cupos para la Copa AFC pero no participaron
- Afganistán y Palestina eran elegibles para la Copa Presidente de la AFC pero desistieron su participación
- Bangladés geográficamente pertenece a la Zona Este

| Zona Este Asiático  | Zona Este Asiático  | Zona Este Asiático   | Zona Este Asiático | Zona Este Asiático  |
| Asociación          | Asociación          | AFC Champions League | AFC Cup            | AFC President's Cup |
| ------------------- | ------------------- | -------------------- | ------------------ | ------------------- |
| 1                   | República de Corea  | 2                    |                    |                     |
| 2                   | Japón               | 2                    |                    |                     |
| 3                   | China               | 2                    |                    |                     |
| 4                   | Indonesia           | 2                    |                    |                     |
| 5                   | Tailandia           | 2                    |                    |                     |
| 6                   | Vietnam             | 2                    |                    |                     |
| 7                   | Singapur            |                      | 2                  |                     |
| 8                   | Hong Kong           |                      | 2                  |                     |
| 9                   | Malasia             |                      | 2                  |                     |
| 10                  | Maldivas            |                      | 2                  |                     |
| 11                  | Bután               |                      |                    | 1                   |
| 12                  | Camboya             |                      |                    | 1                   |
| 13                  | Taiwán              |                      |                    | 1                   |
| 14                  | Birmania            |                      |                    | 0                   |
| 15                  | Brunéi Darussalam   |                      |                    | 0                   |
| 16                  | Filipinas           |                      |                    | 0                   |
| 17                  | Guam                |                      |                    | 0                   |
| 18                  | Laos                |                      |                    | 0                   |
| 19                  | Macao               |                      |                    | 0                   |
| 20                  | Mongolia            |                      |                    | 0                   |
| 21                  | RPD Corea           |                      |                    | 0                   |
| 22                  | Timor Oriental      |                      |                    | 0                   |
| Total Participantes | Total Participantes | 12                   | 8                  | 3                   |

- Birmania,Brunéi Darussalam, Filipinas, Guam, Laos, Macao, Mongolia RPD Corea y Timor Oriental eran elegibles para la Copa Presidente de la AFC pero desistieron su participación
- Maldivas geográficamente pertenece a la Zona Oeste

## Sedes
| Katmandú                   | Katmandú         |
| -------------------------- | ---------------- |
| Dasarath Rangasala Stadium | Halchowk Stadium |
| Capacidad: 17,800          | Capacidad: 3,500 |
|                            |                  |
| Katmandú                   |                  |

## Fase de grupos

### Grupo A
| Pos. | Equipo              | Pts. | PJ | G | E | P | GF | GC | Dif. | Clasificación |
| ---- | ------------------- | ---- | -- | - | - | - | -- | -- | ---- | ------------- |
| 1    | Regar-TadAZ         | 7    | 3  | 2 | 1 | 0 | 9  | 1  | +8   | Semifinales   |
| 2    | Three Star Club (H) | 5    | 3  | 1 | 2 | 0 | 3  | 2  | +1   | Semifinales   |
| 3    | Taipower            | 4    | 3  | 1 | 1 | 1 | 2  | 4  | −2   |               |
| 4    | Transport United    | 0    | 3  | 0 | 0 | 3 | 2  | 9  | −7   |               |

 Fuente: AFC
Criterios de clasificación: 
| 4 de mayo de 2005 | Three Star Club | 1–1 | Taipower          | Dasarath Stadium, Katmandú                                  |                                                             |
|                   | Maharjan 38'    | [http://www.the-afc.com/uploads/Documents/common/cms/afc/ms_669.pdf (enlace roto disponible en Internet Archive; véase el historial, la primera versión y la última). Reporte] | Chen Chi-Feng 36' | Asistencia: 15,000 espectadores Árbitro(s): Chaiwat Kunsuta | Asistencia: 15,000 espectadores Árbitro(s): Chaiwat Kunsuta |

| 4 de mayo de 2005 | Regar-TadAZ                                             | 6–1 | Transport United | Halchowk Stadium, Katmandú                                             |                                                                        |
|                   | Mahmudov 18' 89' · Mukhidinov 35' 37' 56' · Tabarov 86' | [http://www.the-afc.com/uploads/Documents/common/cms/afc/ms_670.pdf (enlace roto disponible en Internet Archive; véase el historial, la primera versión y la última). Reporte] | Dendup 68'       | Asistencia: 2,000 espectadores Árbitro(s): Anura De Silva Vidanagamage | Asistencia: 2,000 espectadores Árbitro(s): Anura De Silva Vidanagamage |

| 6 de mayo de 2005 | Taipower | 0–3 | Regar-TadAZ                                | Halchowk Stadium, Katmandú                                         |                                                                    |
|                   |          | [http://www.the-afc.com/uploads/Documents/common/cms/afc/ms_671.pdf (enlace roto disponible en Internet Archive; véase el historial, la primera versión y la última). Reporte] | Irgashev 7' · Mukhidinov 18' · Tabarov 40' | Asistencia: 2,000 espectadores Árbitro(s): Setiyono Midi Nitrorejo | Asistencia: 2,000 espectadores Árbitro(s): Setiyono Midi Nitrorejo |

| 6 de mayo de 2005 | Transport United | 1–2 | Three Star Club            | Dasarath Stadium, Katmandú                                    |                                                               |
|                   | Chophel 37'      | [http://www.the-afc.com/uploads/Documents/common/cms/afc/ms_672.pdf (enlace roto disponible en Internet Archive; véase el historial, la primera versión y la última). Reporte] | Gouchan 10' · Maharjan 43' | Asistencia: 8,000 espectadores Árbitro(s): Emil Busurmankulov | Asistencia: 8,000 espectadores Árbitro(s): Emil Busurmankulov |

| 8 de mayo de 2005 | Taipower           | 1–0 | Transport United | Halchowk Stadium, Katmandú                                  |                                                             |
|                   | Chiang Shih-lu 40' | [http://www.the-afc.com/uploads/Documents/common/cms/afc/ms_673.pdf (enlace roto disponible en Internet Archive; véase el historial, la primera versión y la última). Reporte] |                  | Asistencia: 600 espectadores Árbitro(s): Emil Busurmankulov | Asistencia: 600 espectadores Árbitro(s): Emil Busurmankulov |

| 8 de mayo de 2005 | Three Star Club | 0–0 | Regar-TadAZ | Dasarath Stadium, Katmandú                                              |                                                                         |
|                   |                 | [http://www.the-afc.com/uploads/Documents/common/cms/afc/ms_674.pdf (enlace roto disponible en Internet Archive; véase el historial, la primera versión y la última). Reporte] |             | Asistencia: 12,000 espectadores Árbitro(s): Anura De Silva Vidanagamage | Asistencia: 12,000 espectadores Árbitro(s): Anura De Silva Vidanagamage |

### Grupo B
| Pos. | Equipo        | Pts. | PJ | G | E | P | GF | GC | Dif. | Clasificación |
| ---- | ------------- | ---- | -- | - | - | - | -- | -- | ---- | ------------- |
| 1    | Dordoi-Dynamo | 6    | 3  | 2 | 0 | 1 | 14 | 3  | +11  | Semifinales   |
| 2    | Blue Star SC  | 6    | 3  | 2 | 0 | 1 | 5  | 10 | −5   | Semifinales   |
| 3    | WAPDA         | 3    | 3  | 1 | 0 | 2 | 2  | 3  | −1   |               |
| 4    | Hello United  | 3    | 3  | 1 | 0 | 2 | 5  | 10 | −5   |               |

 Fuente: AFC
Criterios de clasificación: 
| 5 de mayo de 2005 | Dordoi-Dynamo                                                      | 6 – 1 | Hello United | Halchowk Stadium, Katmandú                                          |                                                                     |
|                   | Kasymov 24' 43' · Krasnov 25' 39' · Chikishev 28' · Berezovsky 71' | [http://www.the-afc.com/uploads/Documents/common/cms/afc/ms_675.pdf (enlace roto disponible en Internet Archive; véase el historial, la primera versión y la última). Reporte] | Sochetra 40' | Asistencia: 1,000 espectadores Árbitro(s): Tayeb Hasan Shamsuzzaman | Asistencia: 1,000 espectadores Árbitro(s): Tayeb Hasan Shamsuzzaman |

| 5 de mayo de 2005 | WAPDA | 0 – 1 | Blue Star SC  | Dasarath Stadium, Katmandú                             |                                                        |
|                   |       | [http://www.the-afc.com/uploads/Documents/common/cms/afc/ms_676.pdf (enlace roto disponible en Internet Archive; véase el historial, la primera versión y la última). Reporte] | Steinwall 26' | Asistencia: 400 espectadores Árbitro(s): Vu Duc Nguyen | Asistencia: 400 espectadores Árbitro(s): Vu Duc Nguyen |

| 7 de mayo de 2005 | Hello United       | 2 – 1 | WAPDA       | Halchowk Stadium, Katmandú                                 |                                                            |
|                   | Sochetra 48' 90+2' | [http://www.the-afc.com/uploads/Documents/common/cms/afc/ms_677.pdf (enlace roto disponible en Internet Archive; véase el historial, la primera versión y la última). Reporte] | Mehmood 16' | Asistencia: 1,000 espectadores Árbitro(s): Chaiwat Kunsuta | Asistencia: 1,000 espectadores Árbitro(s): Chaiwat Kunsuta |

| 7 de mayo de 2005 | Blue Star SC  | 1 – 8 | Dordoi-Dynamo                                                                                              | Dasarath Stadium, Katmandú                                          |                                                                     |
|                   | Steinwall 19' | [http://www.the-afc.com/uploads/Documents/common/cms/afc/ms_678.pdf (enlace roto disponible en Internet Archive; véase el historial, la primera versión y la última). Reporte] | Kasymov 1' · Krohmal 11' · Krasnov 15' · Berezovsky 16' · Jumagulov 42' · Chertkov 64' · Ishenbaev 76' 81' | Asistencia: 2,000 espectadores Árbitro(s): Tayeb Hasan Shamsuzzaman | Asistencia: 2,000 espectadores Árbitro(s): Tayeb Hasan Shamsuzzaman |

| 9 de mayo de 2005 | Hello United                        | 2 – 3 | Blue Star SC                          | Dasarath Stadium, Katmandú                                       |                                                                  |
|                   | Sokunthea 60' · Sochetra 79' (pen.) | [http://www.the-afc.com/uploads/Documents/common/cms/afc/ms_679.pdf (enlace roto disponible en Internet Archive; véase el historial, la primera versión y la última). Reporte] | Steinwall 32' (pen.) 72' · Fawzan 90' | Asistencia: 800 espectadores Árbitro(s): Setiyono Midi Nitrorejo | Asistencia: 800 espectadores Árbitro(s): Setiyono Midi Nitrorejo |

| 9 de mayo de 2005 | Dordoi-Dynamo | 0 – 1 | WAPDA       | Halchowk Stadium, Katmandú                              |                                                         |
|                   |               | [http://www.the-afc.com/uploads/Documents/common/cms/afc/ms_680.pdf (enlace roto disponible en Internet Archive; véase el historial, la primera versión y la última). Reporte] | Mehmood 81' | Asistencia: 500 espectadores Árbitro(s): Manuel Pereira | Asistencia: 500 espectadores Árbitro(s): Manuel Pereira |

## Fase Final
|  | Semifinales                  | Semifinales   |   |  | Final                        | Final |  |
|  |                              |               |   |  |                              |       |  |
|  | 12 de mayo de 2005, Katmandú |               |   |  |                              |       |  |
|  | Regar-TadAZ                  | 6             |   |  |                              |       |  |
|  | Blue Star SC                 | 0             |   |  |                              |       |  |
|  |                              |               |   |  |                              |       |  |
|  |                              |               |   |  | 14 de mayo de 2005, Katmandú |       |  |
|  |                              |               |   |  | Regar-TadAZ                  | 3     |  |
|  |                              | Dordoi-Dynamo | 0 |  |                              |       |  |
|  |                              |               |   |  |                              |       |  |
|  |                              |               |   |  |                              |       |  |
|  |                              |               |   |  |                              |       |  |
|  | 12 de mayo de 2005, Katmandú |               |   |  |                              |       |  |
|  | Dordoi-Dynamo                | 0 (4)         |   |  |                              |       |  |
|  | Three Star Club              | 0 (3)         |   |  |                              |       |  |

### Semifinales
| 12 de mayo de 2005 | Regar-TadAZ                                                                 | 6 – 0 | Blue Star SC | Dashrath Stadium, Katmandú                                 |                                                            |
|                    | Khamidov 13' 43' · Mahmudov 41' · Umarbaev 70' · Rustamov 74' · Nematov 90' | [http://www.the-afc.com/uploads/Documents/common/cms/afc/ms_685.pdf (enlace roto disponible en Internet Archive; véase el historial, la primera versión y la última). Reporte] |              | Asistencia: 10,000 espectadores Árbitro(s): Manuel Pereira | Asistencia: 10,000 espectadores Árbitro(s): Manuel Pereira |

| 12 de mayo de 2005 | Dordoi-Dynamo | 0 – 0 (t. s.)(4 – 3 p.) | Three Star Club | Dashrath Stadium, Katmandú                                           |                                                                      |
|                    |               | [http://www.the-afc.com/uploads/Documents/common/cms/afc/ms_686.pdf (enlace roto disponible en Internet Archive; véase el historial, la primera versión y la última). Reporte] |                 | Asistencia: 22,000 espectadores Árbitro(s): Tayeb Hasan Shamsuzzaman | Asistencia: 22,000 espectadores Árbitro(s): Tayeb Hasan Shamsuzzaman |

### Final
| 14 de mayo de 2005 | Regar-TadAZ                                      | 3 – 0 | Dordoi-Dynamo | Estadio Dashrath, Katmandú                                             |                                                                        |
|                    | Rakhimov 7' · Irgashev 70' (pen.) · Mahmudov 72' | [http://www.the-afc.com/uploads/Documents/common/cms/afc/ms_687.pdf (enlace roto disponible en Internet Archive; véase el historial, la primera versión y la última). Reporte] |               | Asistencia: 8.000 espectadores Árbitro(s): Chaiwat Kunsuta (Tailandia) | Asistencia: 8.000 espectadores Árbitro(s): Chaiwat Kunsuta (Tailandia) |

|  |  |

| REGAR-TADAZ:            |    |                       |  |     |
|                         |    |                       |  |     |
| POR                     | 1  | Umedjon Khodjimurodov |  |     |
| DEF                     | 2  | Rustam Tabarov        |  |     |
| DEF                     | 3  | Akhliddin Turdiev     |  |     |
| DEF                     | 5  | Maruf Rustamov        |  |     |
| MED                     | 8  | Nizom Rakhimov        |  |     |
| MED                     | 9  | Khurshed Makhmudov    |  |     |
| MED                     | 12 | Alisher Tuhtaev       |  | 89' |
| MED                     | 13 | Shukhrat Dzhabarov    |  | 64' |
| MED                     | 19 | Odil Irgashev         |  |     |
| DEL                     | 17 | Sukhrob Khamidov      |  |     |
| DEL                     | 18 | Dzhomikhon Muhidinov  |  | 58' |
| Sustituciones:          |    |                       |  |     |
| DEF                     | 6  | Farrukh Choriev       |  | 89' |
| MED                     | 7  | Abdullo Umarbaev      |  | 64' |
| DEL                     | 14 | Shujoat Nematov       |  | 58' |
| Entrenador:             |    |                       |  |     |
| Khabibulloev Makhmadjon |    |                       |  |     |

| DORDOI-DYNAMO:  |    |                    |     |     |
|                 |    |                    |     |     |
| POR             | 1  | Zakir Djalilov     |     |     |
| DEF             | 3  | Talant Samsaliev   |     |     |
| DEF             | 4  | Ruslan Sydykov     | 68' |     |
| DEF             | 12 | Vasily Kononov     |     |     |
| DEF             | 17 | Marlen Kasymov     | 69' |     |
| MED             | 7  | Dmitry Krohmal     |     | 62' |
| MED             | 8  | Vladimir Chertkov  |     |     |
| MED             | 18 | Evgeniy Pilipas    |     |     |
| DEL             | 9  | Valery Berezovsky  |     |     |
| DEL             | 15 | Andrey Krasnov     |     | 77' |
| DEL             | 9  | Sergey Chikishev   |     | 46' |
| Sustituciones:  |    |                    |     |     |
| MED             | 5  | Sergey Kniazev     |     | 77' |
| MED             | 10 | Zamirbek Jumagulov |     | 46' |
| MED             | 10 | Azamat Ishenbaev   |     | 62' |
| Entrenador:     |    |                    |     |     |
| Mihail Tiagusov |    |                    |     |     |

| ÁRBITROS - Árbitro: Chaiwat Kunsuta - Juez de línea: Thongpaseuth Phonesirignavong - Juez de línea: Ahmed Ameez |

## Campeón
| Bandera de Tayikistán   |
| Regar-TadAZ 1.er título |